# جون فيرنون هنري
جون فيرنون هنري (بالإنجليزية: John Vernon Henry)‏ هو محامي وسياسي أمريكي، ولد في 1767، وتوفي في 22 أكتوبر 1829. انتخب عضو جمعية ولاية نيويورك.